# Pierre Ferracci
Pour les articles homonymes, voir Ferracci.
Pierre Ferracci, né en 1952, est un dirigeant d'entreprise français, expert en politique sociale,. Il dirige le groupe de conseil Alpha qu'il a fondé. Il est président du Paris Football Club depuis 2012.

## Biographie

### Famille
Originaire de Suartone en Corse-du-Sud, Pierre Ferracci est né le 11 juin 1952. Il est le fils d'Albert Ferracci (figure de la Résistance et responsable du Parti communiste en Corse) et d'une mère syndicaliste enseignante. Pierre Ferracci est expert-comptable de formation. Il est, par ailleurs, titulaire d’une maîtrise d’économique appliquée de l’Université Paris-Dauphine et d’un diplôme d’études supérieures en sciences économiques. Durant ses études, il adhère à l'Union nationale des étudiants de France et au Parti communiste français. Il est élu au bureau national du syndicat étudiant en 1973.
Il est le père de l'économiste et ministre Marc Ferracci et de François Ferracci, né en 1992, ancien joueur du PFC ; et le beau-père de l'avocate Sophie Ferracci.

### Carrière
Il a fondé en 1983 une société de conseil, le Groupe Alpha. Sa filiale Secafi est connue pour ses activités de conseil auprès des instances représentatives du personnel et des comités d'entreprise.
En 2007, il a participé à la « commission Attali » « pour la libération de la croissance » en France, et a présidé, en 2008, le groupe multipartite sur la formation professionnelle à la demande de la ministre de l'Économie Christine Lagarde.
Il est proche d'Emmanuel Macron, qui est un ami intime de son fils, Marc Ferracci, et qu’il a fréquenté lorsque ce dernier était rapporteur de la Commission Attali, puis secrétaire général adjoint à l’Élysée et ministre de l’Économie, et au sujet duquel il a déclaré : « Macron est un homme de gauche qui veut mettre en œuvre un libéralisme tempéré sur le plan économique et un libéralisme plus affirmé sur la société. Cette forme de libéralisme qui se cherche, c'est un peu le produit de la commission Attali. ». De plus, Pierre Ferracci connaîtrait depuis plus de 20 ans l'ancien secrétaire général de la CGT, Philippe Martinez, et la CGT serait un client essentiel de la filiale Secafi du groupe Alpha, souvent sollicitée pour des audits financiers ou des plans de licenciement ou de restructuration,. Plus généralement il est considéré comme proche des syndicalistes, des patrons et des politiques de gauche comme de droite.
À l’été 2014, Pierre Ferracci est nommé à la Présidence du Conseil national éducation-économie par le ministre de l’Éducation nationale Benoît Hamon,. Il est également membre du conseil d’orientation pour l’emploi.

### Prises de position
Pierre Ferracci est régulièrement cité dans les médias sur les sujets relatifs au droit du travail et aux relations sociales, à l'instar de Raymond Soubie. Lors de la campagne pour l'élection présidentielle française de 2017, il déclare ainsi dans Le Monde : « En France, on parle aujourd’hui beaucoup de dialogue social mais on a des syndicats qui font trop de politique ». À propos du « modèle allemand » de codécision (Mitentscheidung), Pierre Ferracci reconnaît les vertus du dialogue au sein des branches professionnelles ou dans les entreprises. Il émet cependant des réserves sur une remise en cause trop virulente du paritarisme à la française, issu d'après-guerre : « Macron est celui qui respecte le plus les syndicats mais qui pousse le plus loin la critique du paritarisme ».
À l’occasion du vote par le Parlement de la loi d’habilitation autorisant le Gouvernement à réformer le code du travail par ordonnances le 15 septembre 2017, Pierre Ferracci émet un certain nombre de réserves, jugeant le projet déséquilibré « en faveur de la flexibilisation du marché du travail ».

### Paris Football Club
En 2006, Pierre Ferracci devient administrateur de l'association Paris FC. En 2009, la situation évolue : Guy Cotret et Pierre Ferracci créent la SASP (Société Anonyme à Objet Sportif) Paris FC, dont ils détiennent à parité les actions,.
À la fin de la saison 2011-2012 et un nouveau maintien du club en National, les conseils d'administration de l'association, dirigée par Pierre Ferracci, et de la SASP, dirigée par Guy Cotret, doivent se prononcer sur l'ouverture du capital du PFC permettant de doubler le budget du club. Mais, les tensions augmentent entre Ferracci et Cotret qui s'opposent sur deux projets de reprise : celui du fonds d'investissement Centurial Capital (soutenu par Cotret) et celui de Jean-Marc Guillou (soutenu par Ferracci).
Finalement, début juin, le Paris FC privilégie le projet de Guillou, soutenu par Ferracci, « qui consiste schématiquement à “prêter” et valoriser au sein du PFC des joueurs formés dans ses académies implantées à travers le monde ». Cotret, fragilisé, se réunit avec Ferracci devant la direction nationale du contrôle de gestion (DNCG) pour annoncer un budget d'environ 4 millions d'euros, accepté par la DNCG. Mais les tensions entre les deux hommes restent vives : pour sauver le club, une réunion est prévue concernant le rachat des parts de Cotret par Ferracci. Quelques jours après, les deux parties réussissent à s'entendre : Cotret quitte le club après avoir vendu ses parts à Ferracci, nouveau président du club en juin 2012. Après une montée en Ligue 2 au terme de la saison 2014-2015, le Paris FC est rétrogradé en National à la fin de l’année suivante. Au terme de la saison 2016-2017, après avoir terminé 3e du Championnat National, joué et perdu les barrages contre Orléans, 18e de Ligue 2, le Paris FC se retrouve néanmoins, le 25 juillet 2017, en Ligue 2, à la suite du dépôt de bilan du Sporting Club de Bastia. En mars 2017, Pierre Ferracci annonce la fusion du club avec le Football Club Féminin Juvisy Essonne, qui devient la section féminine du Paris FC ; la fusion est effective en juillet 2017. Le Paris FC, à la suite de cette fusion, évolue en Division 1 Féminine.

## Contentieux immobilier
En 1996, la société de Pierre Ferracci sollicite un permis de construire pour un projet de cinq villas d'une surface totale de 898 m2 dominant la baie de Rondinara. La demande de permis est rejetée hors délai par le maire de Bonifacio de l’époque, Jean-Baptiste Lantieri. La SCI fait un recours en justice et obtient en janvier 2006 la validation du permis de construire par la cour administrative d’appel de Marseille. La même année, le site est classé remarquable donc inconstructible.
Les travaux démarrent en 2008, 150 mètres plus loin, près du littoral. Ils ne concernent plus que deux villas et une piscine et sont lancés sans permis de construire modificatif. Pierre Ferracci défend son projet en déclarant qu'il s'intègre mieux dans l'environnement que le projet initial. Ce n'est qu'en 2013 qu'une action judiciaire est lancée par la direction départementale des Territoires et de la Mer de Corse (DDTM). Alors que les déclarations d'ouverture du chantier en 2008 et d'achèvement des travaux en 2013 portaient sur une surface de 354 m2, c'est une surface construite de 670 m2 qui est mesurée par la DDTM.
Pour la construction illégale de biens immobiliers à proximité de la baie de Rondinara, la société civile immobilière de Pierre Ferracci, Tour de Sponsaglia, est condamnée par le tribunal correctionnel en première instance, le 8 février 2016 à une amende de 1 000 000 €, la peine maximale pour cette infraction. Dans son arrêt, la Cour reconnaît que les constructions s’insèrent mieux dans le paysage par rapport à celles prévues par le permis initial et rejette la demande de destruction des villas.
Les associations de protection de l’environnement U Levante et ABCDE, parties civiles au procès, interjettent appel de la décision. L’avocat des parties civiles, maître Busson, souligne qu'un hectare a été défriché sur un site classé remarquable.
Le 6 juillet 2017, la cour d'appel de Bastia confirme le jugement de première instance en ne demandant pas la démolition des constructions ; elle ne se prononce pas sur l’amende, puisque Pierre Ferracci n’a pas fait appel. Les parties civiles se pourvoient alors en cassation.
La décision de la cour de cassation du 19 mars 2019 pour les villas Ferracci à Bonifacio délivre une autre interprétation : une amende d'un million d'euros ne dédouane pas d'un permis illégal. Le principe de réparation intégrale des espaces naturels est supérieur. La plus haute juridiction annule l’arrêt de la cour d’appel de Bastia du 5 juillet 2017, lui reprochant notamment de ne pas avoir ordonné la remise en état de la zone où ont été construites les deux villas, une zone classée remarquable.
Le dossier est renvoyé devant la cour d'appel d'Aix-en-Provence, qui confirme le 12 octobre 2020 l'arrêt de la cour d'appel de Bastia. Les associations partie civile ont annoncé se pourvoir de nouveau en cassation.
Le 20 décembre 2019, les villas sont la cible d'un attentat aux bouteilles de gaz, qui détruit plusieurs pièces. L'attaque est revendiquée par une branche du Front de libération nationale corse, qui dit s'opposer à la « disparition progressive et programmée [du] peuple [corse] » que voudrait la France.

## Distinction
- Chevalier de la Légion d'honneur (2013)[40]

## Publications

### Préfaces
- François Cochet et Philippe Gervais, La Révolution de l’emploi, les nouveaux enjeux de la négociation sociale dans l’entreprise, éditions de l’Atelier, coll. « Social Eco HC », 2001, 160 p.  (ISBN 978-2708235502)
- Amélie Seignour, Roger Baudoin, Helena Lopes, Jean-Marc Le Gall, Alexandra Bidet et Olivier Favereau, Penser le travail pour penser l’entreprise, Transvalor Presse des mines, coll. « Économie et gestion », 2016, 178 p.  (ISBN 978-2-35671-399-5)